# Lamecosoma tenuis
Lamecosoma tenuis är en insektsart som beskrevs av David R. Ragge 1960. Lamecosoma tenuis ingår i släktet Lamecosoma och familjen vårtbitare. Inga underarter finns listade i Catalogue of Life.